# Raghnall mac Gofraidh
Raghnall mac Gofraidh (... – 14 febbraio 1229) fu Sovrano delle Isole dal 1187 al 1226.
Nonostante egli fosse il figlio maggiore di Godred II Olafsson suo padre aveva designato come erede il figlio minore Olaf il Nero, tuttavia quando Godred morì nel 1187 il popolo delle isole scelse Raghnall. Le cronache medioevali lo descrivono come uno dei più grandi guerrieri del suo tempo ed egli prestò soccorso militare a Guglielmo I di Scozia che combatteva contro Harald Maddadsson e riuscì ad occupare la zona di Caithness per un breve periodo all'inizio del XIII secolo. Come molti altri dei suoi predecessori fu spesso alleato con i signori che governavano il nord del Galles, tanto che una delle sue figlie fu fidanzata con Rhodri ab Owain Gwynedd principe del Gwynedd. Nel 1193 Raghnall aiutò Rhodri in una spedizione militare che gli permise di riconquistare l'Anglesey e fu spesso coinvolto negli affari che riguardavano l'Irlanda poiché era cognato di John de Courcy (1160-1219) uno dei più potenti signori anglo-normanni. Quando i Courcy caddero in disgrazia, nel primo decennio del XIII secolo, egli aiutò gli inglesi inviandogli un consistente aiuto in navi nell'inutile assedio contro il Castello di Dundrum che era finito nelle mani della famiglia De Lacy.
In numerose occasioni egli si legò ai sovrani d'Inghilterra rendendo omaggio a Giovanni d'Inghilterra e a suo figlio Enrico III d'Inghilterra ed essi in cambio del suo vassallaggio gli promisero aiuto contro ogni minaccia che fosse sorta contro le sue terre, in cambio egli promise di proteggere gli interessi inglesi nel Mare d'Irlanda. Con il rafforzarsi della Monarchia di Norvegia nella prima metà del XIII secolo i loro re cominciarono a guardare verso le Isole e nel 1210 caddero preda di una terribile incursione. Per questo Raghnall fu costretto a recarsi in Norvegia e rendere omaggio a Inge II di Norvegia, la minaccia concreta che essi rappresentavano può essere la ragione che spinse Raghnall a rendere omaggio a Papa Onorio III nel 1223 e promettere di pagargli un tributo perpetuo.
La porzione di regno che occupava il suo fratellastro maggiore Olaf il Nero pare che fosse limitata all'isola di Lewis e Harris, quando i due si confrontarono perché il primo voleva più terre nel 1208 Raghnall lo fece imprigionare da Guglielmo I e lì rimase fino alla morte di questi nel 1214. A quel punto Raghnall manovrò in modo da farlo sposare con la sorella della propria moglie, ma Olaf riuscì ad ottenere l'annullamento attorno al 1217 e a risposarsi con la figlia di un potente magnate scozzese molto vicino alla corona. I due fratellastri si scontrarono ancora nel 1223 quando Olaf sconfisse Gofraid Donn, figlio di Raghnall, costringendo quest'ultimo ad allearsi con Alan di Galloway (1175circa-1234) uno dei più potenti signori del Mare d'Irlanda. Nel 1225 i due fecero una fallimentare spedizione contro le forze di Olaf e poco dopo un'altra figlia di Raghnall si sposò con Thomas, un figlio illegittimo di Alan. Il matrimonio legò saldamente le due famiglie, ma diede ad Alan un'inaspettata spinta al trono di Raghnall, la prospettiva di avere un giorno un re della stirpe di Galloway, spinse gli Isolani a deporre Raghnall in favore di Olaf che ereditò la corona nel 1226. Due anni dopo lui, Alan di Galloway ed il figlio di questi Thomas di Galloway prepararon una spedizione perché egli potesse riavere il trono. All'inizio del 1229 Raghnall era di nuovo in possesso di una metà del proprio regno, nel mese di febbraio i due fratellastri si scontrarono in battaglia e Raghnall morì e fu sepolto nell'Abbazia di Furness.

## Le fonti
La fonte di maggior rilevanza sulla vita di Raghnall è la Cronaca di Mann un'opera scritta in latino e che tratta della Dinastia di Crovan di cui egli faceva parte. Tale cronaca è l'unica fonte indigena della loro storia, ma non per questo è esente da errori, la successione cronologica in alcune parti è sospetta ed in altre favorisce una linea dinastica sull'altra, nello specifico quella cui appartenevano i suoi rivali a scapito di Raghnall. Altre fonti sono i documenti reali che sono sopravvissuti fino a noi, sono in tutto venti e sei di essi sono relativi al regno di Raghnall e poi ci sono le cronache e gli annali inglesi, francesi, gallesi, irlandesi e scozzesi che fanno luce sulla sua epoca e sulla sua persona. Esistono anche le saghe, nonostante la loro attendibilità storica sia spesso dubbia ed infine è arrivata sino a noi parte della corrispondenza che Raghnall teneva con i re d'Inghilterra e con il Vaticano.

## Figlio di madre ignota
La dinastia di Crovan di cui Raghnall era membro era di origine vichingo-gaelica e che dominò il Regno delle Isole dall'XI all'ultima metà XIII secolo. Raghnall era figlio di Godred II Olafsson che a sua volta era figlio di Olaf I Godredsson, questi morì nel 1153 lasciando al figlio un regno che comprendeva sia le Ebridi che l'Isola di Man, nel corso del XII secolo Godred perse gran parte del controllo sulle Ebridi interne a causa del sorgere di Somerled e fu incapace di riconquistare il terreno perduto anche alla morte di quest'ultimo avvenuta nel 1164. Come i suoi predecessori Godred è spesso anacronisticamente indicato come Re dell'Isola di Man, mentre lui e i suoi figli si designarono come Rex Insularum e fu solo quando i figli di suo figlio Olaf il Nero andarono al potere che tale titolo divenne corrente.
Godred si ammogliò con Finnguala, nipote di Muirchertach MacLochlainn Re supremo d'Irlanda ed il matrimonio venne formalizzato dal Legato papale Viviano Cardinale di Santo Stefano Rotondo durante un suo viaggio all'Isola di Man nel 1176, visita corroborata dai racconti di diverse cronache coeve che testimoniano che egli lasciò l'isola il 24 dicembre di quell'anno per recarsi in Irlanda.
Godred ebbe tre figli, Raghnall, Olaf, ed Ivar e prima della sua morte avvenuta il 10 novembre 1187 egli aveva designato ed istruito come erede il figlio minore Olaf il Nero giacché egli era nato entro i legittimi vincoli del matrimonio. Sfortunatamente però le cronache non chiariscono se egli sia nato durante il matrimonio o qualche anno prima, l'unico dato certo è che Raghnall era di sicuro il maggiore.
Al momento della morte di Godred Olaf era solo un bambino e i sudditi scelsero Raghnall che era già abbastanza grande per governare, così che quando egli tornò in patria venne incoronato ed iniziò a governare nel 1188. Le cronache tendono a dimostrare, indirettamente, che Raghnall fosse figlio di Finnguala, tuttavia in diverse lettere ad Enrico II d'Inghilterra Olaf si riferisce a lui come a un bastardo e un poema del tempo lo dà come figlio di una certa Sadb, un'oscura donna irlandese che potrebbe essere stata una concubina di Godred o una moglie il cui matrimonio con lui non venne registrato. Del resto il fatto che i due fossero figli di madri diverse potrebbe spiegare l'animoso conflitto che li divise per tutta la vita.

## Il tormentato rapporto con il fratellastro
Raghnall diede comunque al fratellastro dei possedimenti, nello specifico la parte nord dell'isola di Lewis and Harris che le cronache descrivono dispregiativamente come rocciosa, montagnosa e completamente indatatta a coltivazioni tanto che i locali vivevano essenzialmente di caccia e di pesca. In effetti l'isola fa parte della più grande isola di Lewis and Harris che a sua volta è parte delle Ebridi Interne e mentre una parte è montagnosa l'altra è piatta e paludosa. Le condizioni dell'isola erano tali che Olaf non era in condizioni di sostenere adeguatamente se stesso ed i suoi uomini, tanto che la vita che conducevano doveva essere molto dura. La permanenza di Olaf in quelle terre è attestata anche da alcune cronache dell'Islanda che raccontano di come Guðmundur Arason tentò di invadere la Norvegia nel 1202 per farsi dichiarare Vescovo di Holar. Una tempesta obbligò Guðmundur ad attraccare nelle Ebridi Interne, quasi certamente all'isola di Sanday, una piccola Isola tidale collegata alla sua grande vicina Canna, la più occidentale delle Ebridi Interne. Gli islandesi affermarono di aver incontrato tale Olaf, fratello di Raghnall.
La povertà dei propri domini spinse Olaf ad andare dal fratellastro per confrontarsi su tale questione, la risposta di Raghnall fu una visita a Guglielmo I di Scozia, i due si allearono, assediarono i possedimenti di Oalf che venne imprigionato dal re scozzese per sette anni, fino al 1214 anno della morte del sovrano. Poco prima di morire Guglielmo ordinò che tutti i prigionieri politici venissero liberati e giacché egli spirò il 4 dicembre 1214 Olaf doveva essere incarcerato già dal 1207 o giù di lì. Appena libero Olaf andò di nuovo da Raghnall e poco dopo partì insieme a diversi uomini per un lungo pellegrinaggio probabilmente diretto a Santiago di Compostela.

## L'alleanza con la Scozia
Raghnall pareva avere cucito un buon rapporto con Guglielmo I di Scozia un re che dovette fronteggiare diverse rivolte durante il proprio regno. Nel tardo XII secolo Harald Maddadsson puntò gli occhi sul contado di Ross ed alleandosi con i parenti MacHeths si posero in aperta ribellione con il re. Per tenere Harald sotto scacco Guglielmo lanciò due grandi spedizioni nelle sue terre nel 1196 e una di esse andò tanto in profondità da raggiungere la contea di Caithness nell'estremo nord della Scozia. Secondo una cronaca del XIV secolo la prima di queste spedizioni sottomise non solo il Caithness ma anche la contea di Sutherland, secondo la Saga degli uomini delle Orcadi Guglielmo chiese a Raghnall di intervenire nella zona di Caithness e, ubbidiente Raghnall rispose. Mise insieme un'armata composta da uomini delle Isole e da irlandesi, si spinse fino a Caithness e sottomise l'intera regione, con l'arrivo dell'inverno egli tornò alle isole lasciando sul posto tre attendenti. Harald, per niente contento, assassinò uno di questi uomini aggravando ancora di più la propria posizione agli occhi del re che lo costrinse alla sottomissione. Il coinvolgimento di Raghnall nel conflitto fra Harald e Guglielmo è attestato anche dal cronacotecario Ruggero di Hoveden che la colloca dopo che diversi negoziati fra i due erano miseramente falliti, la data precisa è incerta anche se la si può collocare attorno al 1200.
Tuttavia in quegli anni viveva anche Ragnall mac Somairle, figlio di Somerled e primo cugino di Raghnall con cui, di fatto, condivideva il nome, il nonno ed, almeno in parte, il titolo. Tutto questo lascia perplessi diversi studiosi e mentre alcuni sono convinti che fu Raghnall ad assistere Guglielmo altri lasciano la gloria dell'intervento a Ragnall. Altro punto che desta perplessità è che Ruggero indica che Raghnall discendeva da Ingibjörg, figlia di Haakon Paulsson (1105-1123), in effetti Ingibjörg era il nome della moglie di Olaf I Godresson (nonno di Raghnall), tuttavia è più probabile che essa fosse la nonna di Ragnall, giacché il padre di Raghnall era figlio di tale Affraic che a sua volta era figlia di Fergus di Galloway. Anche se Raghnall non discendeva dagli antichi Conti delle Orcadi era comunque legato alla casa regnante di Norvegia attraverso Ingibjörg, che era stata in ogni caso moglie di suo nonno e questo può aver influito sulla decisione di Guglielmo di chiedere il suo aiuto contro Harald. Benché alcuni abbiano suggerito che Raghnall possa essere stato Conte di Caithness per un breve periodo, le prove indicano che egli probabilmente non fu niente di più di un amministratore della provincia.
Alcune prove indicano anche che Raghnall governò sulla zona di Glenelg, nelle Highlands, un regalo del re di Scozia, benché il documento originario non esista più tale donazione è citata in documento del 1282, benché i termini e i tempi di tale concessione non siano noti è comunque testimonianza della cooperazione fra le due monarchie.

## L'unione con il Galles
Fin dall'inizio la dinastia di Crovan si era alleata con i gallesi che dominavano il Gwynedd. Godred Crovan, il fondatore della dinastia, aveva aiutato attorno al 1094 Gruffydd ap Cynan donandogli una sessantina di navi da usare contro gli inglesi che volevano attaccare il suo regno. Le fonti indicano che i due erano imparentati alla lontana giacché la madre di Gruffyd discendeva da Amlaíb Cuarán un re vichingo-gaelico che era anche un antenato di Godred.
Raghnall partecipò a diverse spedizioni militari nel nord del Galles nel periodo in cui sorse un duro conflitto fra i discendenti di Owain Gwynedd, la cronaca Brut y Tywysogion riporta che egli appoggiò Rhodri ab Owain Gwynedd nella sua lotta per reimpossessarsi dell'Anglesey nel 1193.
Raghnall e Rhodri si erano legati anche tramite il matrimonio, una lettera papale datata 1199 indoica che una delle figlie di Raghnall si era fidanzata con Rhodri. Il documento non specifica se l'unione era avvenuta prima o dopo il 1193, anche se l'appoggio di Raghnall diventa molto più comprensibile se spiegato attraverso gli "obblighi di famiglia". Rhodri morì nel 1195 e la stessa lettera afferma che la vedova stava per risposarsi con Llywelyn il Grande. Il matrimonio fu approvato nel 1203, ma un cavillo tecnico lo rese inammissibile (forse in virtù di una mancata consumazione) nel 1205 giacché in quel momento Llywelyn doveva essere già sposato con la più politicamente appetibile Giovanna del Galles, figlia illegittima di Giovanni d'Inghilterra.
I trattati di genealogia gallese tentarono di legare ulteriormente Raghnall alla Signoria del Gwynedd attribuendo la maternità di Llywelyn Ein Llyw Olaf ap Gruffydd ad una delle figlie di Raghnall, tuttavia studi recenti hanno dimostrato che la madre di questi si chiamava Senana e che tale parentela non poteva essere quindi reale.
Il poeta gallese Lewys Dwnn (1550 circa-1616) compilò un'altra genealogia attraverso la quale si affermava l'esistenza di un figlio di Raghnall chiamato Hywel, benché queste compilazioni a posteriori siano più che sospette tutte le alleanze militari e matrimoniali portate avanti da Raghnall rendono plausibile l'esistenza di una moglie o di una concubina gallese.
Raghnall potrebbe essere almeno in parte responsabile della traduzione in gallese dei testi su Orlando (paladino) e Carlomagno perché la scritta, tradotta dal gallese, Rögnvaldr, King of the Isles compare sul loro colofone.

## I rapporti con l'Irlanda
Anche se Raghnall è del tutto ignorato dagli Annali irlandesi altre fonti storiche indicano che egli ebbe dei rapporti con l'isola. La Saga degli uomini delle Orcadi annota che mentre Raghnall viaggiava verso Caithness e dava supporto a Guglielmo aveva guidato un'altra grande armata in Irlanda. Un altro collegamento all'isola è dovuto alla richiesta di Enrico III d'Inghilterra del 1218 che voleva che Raghnall invadesse l'Irlanda, il desiderio del re fu esaudito, come dimostrano numerosi poemi e racconti dell'epoca. D'altro canto le sorti dei predecessori di Raghnall erano spesso stati legati a quelle dei Re di Dublino, quando l'indipendenza del regno di Dublino finì nel 1170 per mano di uno sforzo combinato inglese e irlandese lo storico Giraldus Cambrensis attesta che Godred Olafsson, padre di Raghnall, tentò di scacciare gli inglesi dalla città.
Quando il regno di Dublino collassò i Crovan trovarono che il loro potere nel Mare d'Irlanda era sempre più minacciato, così non ci misero molto ad aggiustare il tiro delle alleanze. Godred fece sposare sua figlia Affreca de Courcy a John de Courcy (1160-1219) un inglese il cui potere andava crescendo sempre di più.
Secondo Giraldus, John comandò una spedizione nell'Ulaid nel 1177, raggiunse la città di Down, scacciò Ruaidrí Mac Duinn Sléibe, King of Ulaid e si dedicò a consolidare la propria posizione riuscendo a governare la regione in relativa indipendenza per circa un quarto di secolo. Secondo i Dublin Annals di Inisfallen redatti nel XVIII secolo il matrimonio fra Affreca e John avvenne attorno al 1180, benché molti studiosi ritengano poco affidabile un documento tanto posteriore la data non è da scartare a priori considerando i tempi in cui John prese il potere.
I de Courcy persero il proprio potere a causa di una serie di conflitti verificatisi fra il 1201 e il 1204, l'anno seguente furono costretti a lasciare l'Irlanda e le loro terre vennero conquistate da Hugh de Lacy, I conte dell'Ulster (1176 circa- dopo il 26 dicembre 1242). Quell'anno John si ribellò e Raghnall andò in suo aiuto, i due posero sotto assedio l'antico dominio dei de Courcy, ma furono ricacciati indietro a seguito dell'intervento del fratello di Hugh, Walter de Lacy, Signore di Meath (1172circa-1241). Benché l'operazione in sé si fosse risolta in un fallimento le terre intorno furono messe a ferro e fuoco, ma questo non servì perché i de Courcy non tornarono mai al potere in Irlanda.

## I legami con l'Inghilterra
I rapporti che legavano Raghnall a John portarono il primo alla conoscenza con Giovanni d'Inghilterra e con suo figlio e successore Enrico III d'Inghilterra. Raghnall non era il primo Crovan che intratteneva rapporti con la corte inglese, suo nonno era stato alla corte di Enrico I d'Inghilterra prima di diventare sovrano delle Isole e suo padre era stato in Inghilterra quando era stato costretto all'esilio dal suo regno. L'8 febbraio 1205 Giovanni prese Raghnall sotto la propria protezione e l'anno seguente gli fornì un salvacondotto di 50 giorni che gli permettesse di raggiungere la corte in occasione della Pasqua. In quell'occasione Raghnall rese omaggio al re che lo ricompensò con una somma in denaro e l'anno seguente con la cessione di alcune terre.
Nel 1210 Giovanni condusse cento navi alla volta dell'Irlanda, ma nel viaggio una parte di esse si fermò all'Isola di Man dove, approfittando dell'assenza di Raghnall, razziarono l'isola e la lasciarono portandosi dietro un certo numero di ostaggi. I rapporti fra Giovann e Raghnall fra il 1205 e il 1207 erano stati buoni e tutto sommato non appare credibile che tale atto fosse da imputarsi alla parentela che lo legava all'ormai disgraziato Courcy, quanto piuttosto agli acrimoniosi rapporti che il re intratteneva con i De Braose e i de Lacy. Varie fonti narrano di come Guglielmo de Braose, IV signore di Bramber e la sua famiglia fugirono dall'Inghilterra verso l'Irlanda dove furono accolti dai parenti De Lacy e come da lì scapparono verso la Scozia dove furono arrestati da Donnchadh, Conte di Carrick. Il legame fra questi eventi e le razzie che colpirono il regno di Raghnall si può forse spiegare col fatto che i de Braose in fuga rimasero per quattro giorni presso l'Isola di Man e l'azione quindi diventa una punizione per la protezione offerta ai fuggiaschi. Un'altra idea vuole che Giovanni avesse voluto usare l'isola come base di deposito per le operazioni che intendeva condurre in Irlanda ed assumendo i buoni rapporti fra lui e Raghnal l'operazione avrebbe potuto essere concordata.

## Fra Norvegia ed Inghilterra
Negli anni compresi fra la morte di Magnus III di Norvegia ed il regno di Haakon IV di Norvegia la presenza dei norvegesi nelle isole fu trascurabile a causa della Guerra civile di Norvegia. Alla metà dell'XII secolo Godred andò alla corte di Norvegia e divenne Vassallo di Inge I di Norvegia, la situazione nel 1209 era però ben diversa visto che i norvegesi stavano preparando una spedizione contro le Isole, gli annali locali riportano, per l'anno seguente, che c'era stata guerra nelle Isole e che Iona era stata depredata. Questi resoconti sono corrobarati dalla Böglunga sögur, una saga del XIII secolo che sopravvive in due versioni, in entrambe si annota come i Bagler e i Birkibeinar, le fazioni avverse che si combattevano nella guerra civile, decisero di rifarsi delle perdite che subivano razziando le Isole. La cronaca attesta come Raghnall e suo figlio Gofraid Donn che governava Man non avevano pagato le tasse dovute al re di Norvegia e la spedizione era stata la punizione per tale mancanza, i due dovettero quindi recarsi alla corte di Inge II di Norvegia dove si riconciliarono con il sovrano. Tale avvenimento avvenne attorno al 1210 l'anno in cui anche Giovanni razziò il loro regno e questo può spiegare perché Raghnall fosse assente dai propri domini, questo viaggio forse mise anche di malanimo il sovrano inglese che poté vedere nel depredamento delle Isole una buona punizione per l'uomo che gli aveva giurato obbedienza solo pochi anni prima.
Queste razzie ebbero come effetto quello di legare ancora più strettamente Raghnall alla corona inglese, i documenti attestano come egli non solo era protetto da Giovanni, ma che egli stesso era chiamato a proteggere gli interessi del sovrano nel mare d'Irlanda. Durante una sua visita a Lambeth il 16 maggio 1212, la seconda in sei anni, Raghnall si dichiarò seguace fedele del re sottoscrivendo un documento, prova di questo viaggio è l'ordine di Giovanni di rilasciare diversi uomini di Raghnall che erano detenuti presso Porchester e Dover. In un documento redatto nella stessa data Giovanni ordina ai propri siniscalchi e balivi di andare in aiuto di Raghnall qualora il suo regno fosse minacciato, va da sé che Raghnall si impegnò a ricambiare. In cambio Raghnall ricevette anche una piccola rendita consistente in un Knight's fee presso Carlingford, nello stesso periodo diversi magnati della Scozia meridionale ricevettero rendite analoghe nella stessa zona dell'Irlanda del nord. Tale misura può essere vista come un'azione di concerto fra scozzesi ed inglesi per avere maggiore controllo in una zona che era al di là della loro sfera d'influenza.
Giovanni morì nel 1216 e gli successe il figlio Enrico III d'Inghilterra, il 12 gennaio 1218 fu concesso al Re delle Isole un salvacondotto per rendergli omaggio e per fare ammenda degli "eccessi" che erano stati perpetrati ai danni dei suoi uomini in Irlanda. Questo fa pensare che Raghnall si fosse approfittato della minore età del sovrano, che era nato nel 1207, per saccheggiare le coste d'Inghilterra e d'Irlanda, tuttavia non vi sono tracce posteriori di tali eventi. Se Raghnall sia andato o meno in Inghilterra quella volta non è dato sapere, gli fu concesso un altro lasciapassare per l'anno seguente ed in quell'occasione andò sicuramente a rendere omaggio al piccolo re. Che i saccheggi vi fossero stati o meno nel 1219 i due regni erano in buoni rapporti.

## La protezione papale
Nell'autunno del 1219 alla Chiesa del Tempio di Londra Raghnall "consegnò" Man al papato e promettendo di pagare un tributo perpetuo di dodici marchi, tale promessa fu fatta al Legato papale Pandolfo Verraccio (morto il 16 settembre 1226) che era lì al posto di Papa Onorio III. Tali azioni non erano inusuali per l'epoca, lo stesso Giovanni d'Inghilterra aveva agito allo stesso modo cedendo il proprio regno per circa sei anni quando si era trovato non solo a dover fronteggiare i baroni, ma anche la possibile invasione del paese da parte di Luigi VIII di Francia. Le ragioni che spinsero Raghnall a tale decisione possono essere ricondotte al rafforzamento della monarchia norvegese, nel 1217 Haakon IV di Norvegia aveva accettato il trono e la guerra civile aveva cominciato a quietarsi. Poco dopo, nel 1220, un ordine diretto agli amministratori di Enrico in Irlanda chiedeva che venissero spediti degli aiuti a Raghnall giacché egli aveva prodotto le prove che dimostravano che Haakon stava progettando di invadere le isole. Tuttavia poteva esserci anche un'altra ragione riconducibile ai rapporti che legavano Raghnall al fratellastro Olaf. Negli ultimi mesi di vita Giovanni d'Inghilterra si era appellato al Papa Innocenzo III perché venisse garantita la successione del suo piccolo erede Enrico, allo stesso modo Raghnall avrebbe potuto appellarsi ad Onorio perché il diritto alla successione di suo figlio Gofraid Donn venisse assicurato. La cronologia dei regni di Raghnall e Olaf non è sempre chiara, ma le ostilità circa la successione al trono scoppiarono attorno al 1220. Non sono giunti fino a noi documenti che attestino se Raghnall si attenne con giudizio alle promesse che aveva fatto al pontefice, i pochi documenti superstiti attestano in ogni caso che i suoi impegni non furono portati avanti dai successori di Onorio.

## I parenti
Poco tempo dopo il ritorno in libertà di Olaf, Raghnall aveva manovrato per farlo sposare con Lauon che era la sorella della propria moglie, il cui nome è ignoto. Come dono di nozze diede loro, di nuovo, l'isola di Lewis, e lì i due rimasero a vivere finché Reginald, Vescovo delle Isole (morto 1226 circa), non pose dubbi sulla liceità del loro matrimonio giacché Olaf aveva avuto come concubina una cugina della moglie. Per questo motivo si tenne un Sinodo ed il matrimonio venne dichiarato nullo. Benché le nozze siano state formalmente annullate per la consanguineità fra gli sposi, secondo le leggi dell'epoca, è possibile che su tale decisione abbia influito anche l'animosità presente fra i fratellastri. D'altrocanto, Raghnall, Olaf e Reginald erano strettamente legati fra loro, i primi due erano fratellastri, Reginald era nipote di Olaf, quest'ultimo sembrava compiaciuto dell'arrivo del parente a Lewis e non da ultimo potrebbe essere stato Reginald ad incoraggiare la via dell'annullamento che avvenne attorno al 1217. In effetti quando il precedente Vescovo era morto nel 1217 Reginald aveva dovuto rivaleggiare con un tale Nicholas di Meaux che era supportato da Raghnall, il che fa credere che Reginald fosse sponsorizzato da Olaf. Di nuovo libero Olaf si risposò con Cristina, figlia di Fearchar, Conte di Ross.
L'identità del suocero dei fratellastri è a tutt'oggi incerta, forse un membro della famiglia di Somerled nella persona del loro cugino Ragnall o di suo figlio Ruaidhri mac Raghnaill, la confusione deriva dal fatto che le cronache coeve si riferiscono a entrambi come Lord di Kintyre. È possibile che tale doppia unione con i Somerled fosse stata ordita da Raghnall per intrecciare ancora di più i destini delle due famiglie già imparentate naturalmente. A quel tempo Alessandro II di Scozia cominciò a estendere la propria sfera d'influenza in quella che oggi è la costa occidentale del paese nella zona di Argyll, è possibile che a causa di queste incursioni Ruaidri perse le proprie terre nel Kintyre e venne rimpiazzato dal suo più appetibile fratello Domhnall mac Raghnaill. In questo contesto si va a collegare il secondo matrimonio di Olaf, il suo secondo suocero Ferchar emerge dai recessi della storia attorno al 1215 e nel decennio successivo ottiene il contado di Ross come ricompensa per aver sconfitto i ribelli del clan Meic Uilleim nella ribellione che investì il nord nel 1215. Le terre controllate da Olaf confinavano proprio con gli ampi domini dei Somerled e questo può averlo reso appetibile agli occhi di Alessandro che può aver visto in lui la possibilità di regnare anche in quelle terre. D'altrocanto tale matrimonio può anche suggerire che Raghnall avesse perso ormai l'appoggio della monarchia scozzese. Se dobbiamo credere alle cronache l'annullamento delle nozze di Olaf fecero infuriare sua cognata che ordinò al proprio figlio Gofraid Donn di prendere lo zio ed ucciderlo, egli ubbidiente strinse Skye d'assedio e da lì si diresse verso Lewis dove seminò saccheggi e distruzione. Sempre secondo le cronache Olaf se la cavò per un pelo, dovette scappare sulla terraferma dal suocero insieme a pochi uomini a chiedere protezione. Insieme a lui andò anche Páll Bálkason (morto 1231) uno degli sceriffi di Skye che si rifiutò di alzare le armi contro Olaf, da lì i due si diressero di nuovo su Skye dove appresero che Gofraid si era fermato in un luogo noto come l' "isola di Santa Colomba" che si crede essere nei pressi di Skye. Olaf e Pall lanciarono un assalto all'isola cingendola d'assedio e uccidendo tutti gli uomini di Gofraid che trovavano al di fuori delle chiese, lo stesso Gofraid fu preso, accecato e castrato. Su questo le cronache dissentono, alcune affermano che Olaf avrebbe voluto impedire che al nipote fosse fatta una tale barbarie, ma che non poté fare nulla, altre invece che non se ne curò affatto. D'altrocanto tali mutilazioni sugli uomini di alto rango durante le lotte per il potere non erano affatto inusuali e molti altri Crovan avevano dovuto subire tale destino.

## La sfortunata alleanza
Nel 1224, l'anno dopo l'assedio a Skye, Olaf si diresse su Mann per affrontare Raghnall di persona, da questo incontro scaturì un accordo, Raghnall si sarebbe tenuto Mann ed il titolo di re, mentre Olaf si sarebbe preso le rimanenti isole. Questo ovviamente acrebbe il potere di Olaf e Raghnall ritenne di dover cercare un alleato in Alan di Galloway(1175circa-1234) un potente magnate che governava la zona del mare d'Irlanda. I due erano parenti alla lontana, entrambi erano nipoti di Fergus di Galloway ed entrambi avevano avuto terre nell'Ulster nello stesso periodo. Nel 1225 i due tentarono una campagna verso le Ebridi Interne nel tentativo di strappare ad Olaf le terre che Raghnall stesso gli aveva dato, campagna che tuttavia finì nel niente. Poco tempo dopo Raghnall tassò il proprio popolo ufficialmente perché voleva recarsi alla corte d'Inghilterra, mentre invece andò dai Galloway dove diede in sposa una delle sue figlie a Thomas di Galloway uno dei figli bastardi di Alan. Tale unione fruttò ai Galloway che trovarono maggiore aiuto nell'Ulster dove combattevano contro i de Lacy e li portò più vicino al trono delle Isole, questo infatti non piacque al popolo di Raghnall che si mosse in modo da deporlo a favore di Olaf, entro il 1226 egli divenne re e governò le isole per i due anni seguenti.
Quel periodo Raghnall lo trascorse quasi certamente alla corte di Alan e da lì partì nel 1228 per invadere Mann e le Ebridi approfittando dell'assenza di Olaf, la parte meridionale del regno venne di fatto rasa al suolo, forse come compenso per il supporto dei Galloway e le cronache riportano che Alan installò dei balivi per raccogliere le tasse a Mann e mandarle a Galloway, tuttavia non viene detto quale ruolo Raghnall ebbe in tutto questo. Dopo la partenza di Alan, Olaf fu di ritorno e ben presto spazzò via gli invasori riprendendosi quella parte di regno.
Quel che si sa di Raghnall è che nel gennaio 1229 egli prese poche navi e salpò da Galloway verso l'Isola di San Patrizio dove attraccò di notte con una rapida incursione presso l'odierna città di Peel (isola di Man) e secondo le cronache tutte le navi di Olaf vennero distrutte insieme ai suoi comandanti. Le cronache affermano che egli avesse ancora l'appoggio dei Galloway, tuttavia l'esiguo numero di navi a sua disposizione suggerisce che non fosse più così, in ogni caso la parte sud del regno fu di nuovo sua e alcuni nobili locali gli giurarono di nuovo fedeltà. Intanto Olaf raccoglieva forze nella parte nord di Man e questo indica che per gennaio e febbraio l'isola fu divisa in due fra i fratellastri finché essi non vennero finalmente a confronto. Raghnall e Olaf si incontrarono presso Tynwald, un luogo solitamente usato per prendere accordi o per confrontarsi pacificamente. Il 14 febbraio Olaf lanciò i propri uomini contro quelli di Raghnall ed egli stesso venne ucciso nello scontro, lasciando al fratellastro il dominio sulle Isole.